# Фомин, Александр Васильевич (биолог)
Алекса́ндр Васи́льевич Фоми́н (1867—1935) — советский биолог, ботаник, флорист, систематик высших растений, коллектор. Организатор науки, академик АН УССР (с 1921 г.), специализировавшийся на изучении папоротников; исследователь флоры Кавказа.

## Биография
Родился А. В. Фомин 14 мая 1867 г. в с. Ермоловка в семье лесника Василия Семеновича Фомина и его жены Анны Ивановны. Он был десятым ребёнком в семье. Детские годы А. В. Фомин провел в деревне среди живописных природных пейзажей. Мать очень любила цветы, и именно она сумела заинтересовать сына ботаникой. Первые растения, которые определил Александр Васильевич, были экземпляры, собранные мамой.

### Годы учёбы
В восемь лет А. В. Фомин был зачислен во вторую Пензенскую гимназию. Материальное положение семьи ухудшилось после болезни отца. Чтобы заработать на проживание, Александр Васильевич давал частные уроки. В 1889 году он поступил на медицинский факультет Московского университета. А. В. Фомин очень хотел связать свою жизнь с ботаникой, но покорился родительской воле и выбрал своей специальностью медицину. После окончания первого года изучения медицины молодой студент понял, что тяга к ботанике сильнее. Второй курс он начал на физико-математическом факультете, избрав специальностью ботанику.
Студенческие годы Александр Васильевич провел в интенсивной работе. Его очень увлекали содержательные лекции проф. Мензбира. На третьем курсе он поработал над водорослями у проф. Горожанкина. Александр Васильевич любил и ценил его за удивительное отношение к студентам, вспоминал беседы, которые проводились проф. Тимирязевым по общим вопросам естествознания и проблем дарвинизма.
В 1893 году А. В. Фомин окончил университет и до 1896 года оставался в Москве, где преподавал в различных частных учебных заведениях.

### Работа в Юрьевском университете
В 1896 году А. В. Фомин получил постоянное место преподавателя в женской гимназии в Юрьеве. Это изменило его материальное положение к лучшему и дало возможность помогать своей семье, которая после смерти отца осталась без средств существования.
Одновременно с преподаванием в среднем учебном заведении Александр Васильевич был допущен к работе в ботанической лаборатории Юрьевского университета. В то время заведующим кафедрой ботаники был Н. И. Кузнецов, последователь проф. Эдмунда Руссова. Именно с этими учеными пришлось поработать А. В. Фомину в начале своей научно-исследовательской деятельности. В ботанической лаборатории Юрьевского университета он работал под руководством проф. Эдмунда Руссова по проблематике низших растений (мхов), а потом у проф. Н. И. Кузнецова  — с высшими растениями. Позже А. В. Фомин был назначен ассистентом при кафедре ботаники (1896). Сосредоточившись на научной работе, он был вынужден оставить педагогическую деятельность в женской гимназии. На должности ассистента ученый работал до 1902 г.
В 1898 г. Фомин осуществил свою первую экспедицию для исследования главных рек Европейской России в Орловскую губ. под руководством А. А. Тилло, где изучал низшие растения. Результатом путешествий стали первые печатные работы «Болота Европейской России», монография «Бассейн реки Оки» и «Современный характер растительности Московской промышленной области и верхнего Поволжья», вышедшие в 1898 и 1899 годах.
С 1897 по 1898 А. В. Фомин составил отчет по результатам исследования растительного покрова в верховьях Оки и Цона. Ученый работал над составлением популярного очерка растительности Московской промышленной области и верхнего Поволжья.
Несмотря на сильную перегруженность работой, он усиленно готовился к магистерскому экзамену, который успешно выдержал в 1900 году.
Важным периодом в жизни и научной работе А. В. Фомина были 1898—1900 гг. Тогда по распоряжению руководства Юрьевского университета, Императорским Русским географическим обществом и Российской Академией наук он был командирован в Закавказье для ботанико-географических исследований, сначала Кахетии и Дагестана, а затем степей и полупустынь Эльдара и Ширака.
После этого в 1901 г. состоялась длительная (почти годовая) экспедиция на Кавказ, которую А. В. Фомин организовал по поручению Академии наук. Целью этой экспедиции было изучение флоры Кавказа и сбор коллекций. Собранные во время этих путешествий богатые коллекции растений были распределены между Ботаническим музеем Академии наук и гербарием ботанического кабинета Юрьевского университета. Флора Кавказа стала основным объектом исследования ученого. За период 1900—1929 гг. на эту тему было написано 59 работ.

### Тифлисский период

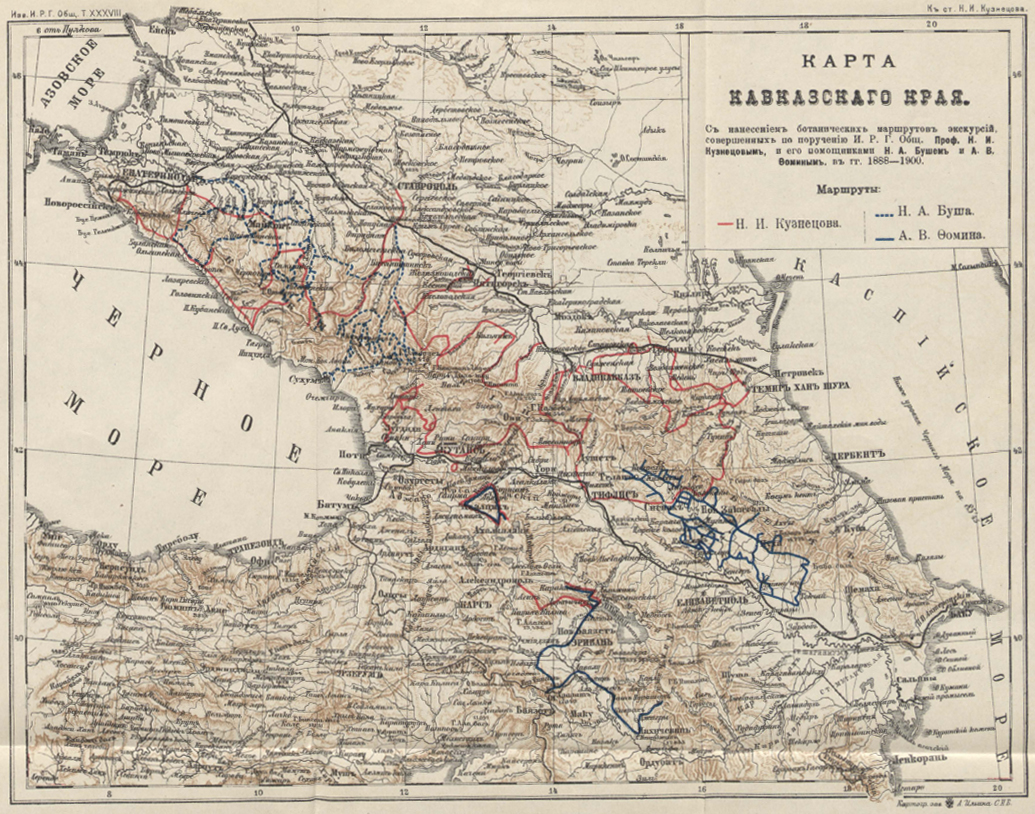
Кавказские экспедиции Кузнецова (красные линии), Буша (синие пунктирные линии) и Фомина (синие сплошные линии).

В Тифлисе А. В. Фомин впервые посетил Ботанический сад, который находился под попечительством Я. С. Медведева. Его увлекла возможность продолжать свои исследования в Тифлисе, куда он впоследствии и переехал. К обсуждению вопросов планирования и оборудования научных отделов сада Я. С. Медведев привлек Александра Васильевича ещё в 1898 г.. Тогда же были заложены первые оранжереи и библиотека сада, начал издаваться сборник «Труды Тифлисского ботанического сада». Первый сборник увидел свет в 1902 году с двумя статьями А. В. Фомина.. В этом же году А. В. Фомин получил официальное приглашение от Министерства земледелия на постоянную службу для организации Ботанического сада в Тифлисе. Ему казалось невозможным прервать уже начатую организационную работу в Ботаническом саду: исследовательская работа на Кавказе настолько захватила ученого, что он решил принять это приглашение.
Для монографии по флоре Кавказа «Flora Caucasica Critica» исследователь обработал семейства Cucurbitaceae и Campanulaceae, классы Pteridophyta и Gymnospermae.
В 1905 г. А. В. Фомин основал ещё один журнал — «Вестник Тифлисского ботанического сада». Одновременно как автор и редактор он принимал участие в издании двух монографий: «Cucurbitaceae и Campanulaceae флоры Кавказа» и «Pteridophyta Крыма и Кавказа». Первую из них он защитил в Дерптском университете в 1907 г., в результате чего был удостоен ученой степени магистра ботаники, вторую — в 1913 г. и стал доктором ботаники.
В 1907 г. для ведения научной деятельности, а также для ознакомления с другими ботаническими учреждениями Западной Европы Министерство земледелия командировало ученого в университет Montpellier (Франция),. Он посетил Грецию, Италию, Францию, Швейцарию, Баварию, Австрию. Во время заграничного путешествия ученый познакомился с западноевропейскими ботаниками, наладил более тесную связь местных
ботанических учреждений с Тифлисским ботаническим садом и Институтом как в обмене живыми растениями, семенами и гербарием, так и в области сотрудничества с изданиями Тифлисского ботанического сада. Им были закуплены книги, микроскопы и другие приборы, необходимые для лабораторий. Во время пребывания в Montpellier А. В. Фомина избрали членом Ботанического общества Франции (фр. Société botanique de France), что стало началом оживленной научной переписки со многими членами этого общества во Франции.
В Грузии А. В. Фомин планировал организовать несколько хорошо оборудованных филиалов Тифлисского ботанического сада на разных высотах над уровнем моря, в которых можно было бы проводить наблюдения над растительными формациями, биологическими типами растений Кавказа и ставить опыты на растениях с целью улучшения местного сельского хозяйства. Через несколько лет были заложены следующие филиальные отделения Тбилисского ботанического сада: Караязское, Гокчинское, Колхидское, Бакурьянское горные отделения.
Период, когда в саду работал А. В. Фомин, был одним из лучших в его истории. К 1914 г. Тифлисский ботанический сад был учреждением, известным далеко за пределами границы. В нём работали 23 постоянных научных и научно-технических работника. До отъезда ученого на Украину Тифлисский ботанический сад уже имел лаборатории, гербарий, библиотеку, музей ботанического сада и четыре отделения. В 1933 г. на основе гербария Кавказской флоры, собранного собственноручно А. В. Фоминым и его коллегами в начале XX века, а также на основе научных отделов Ботанического сада, был создан Ботанический институт Закавказского филиала АН СССР (с 1941 г. назывался Институтом ботаники АН ГССР).

### Киевский период
После плодотворного периода в Тифлисском ботаническом саду А. В. Фомин в 1914 году переезжает в Киев. Оставив Кавказ и ботаническое учреждение, которому посвятил шестнадцать лет, он принял приглашение на должность профессора кафедры морфологии и систематики растений и директора Ботанического сада Киевского университета. Параллельно преподавал ботанику на Киевских Высших женских курсах. Условия военного времени мало способствовали организации и развертыванию научной работы, особенно после того, как в 1915 г. Университет был эвакуирован в Саратов. Звакуация продлилась до 1916 года.
После революции ученый принимал активное участие в организации Академии Наук УССР: сначала как член комиссии по организации Академии, а затем как руководитель комиссии по изучению споровых растений. Эта комиссия развернула энергичную работу временно в лаборатории Ботанического Сада, и её сотрудники подготовили ряд работ к печати. Александр Васильевич исследовал сфагновые мхи.
В 1920 году была основана Лесная ботаническая станция на Пронивщине (ныне местность в Соломенском районе города Киева). Её директором назначили проф. А. В. Фомина. Занимаясь научно-организационной работой, Александр Васильевич не оставлял педагогическую работу. Кроме преподавания в Институте народного образования, организованного вместо Университета и Высших женских курсов, он в разное время читал лекции в Медицинском институте, Ветеринарно-зоотехническом институте и Лесном институте. Много времени занимали экскурсии со студентами и практические занятия, где ученый отбирал среди студентов своих будущих сотрудников.
В сентябре 1921 г. А. В. Фомин был избран действительным членом Академии наук Украинской ССР. В конце того года комиссия по изучению споровых растений преобразовалась в Ботанический кабинет и гербарий, а профессор получил возможность широко развернуть работу по подготовке ботанических кадров. Он был назначен руководителем научно-исследовательской кафедры ботаники, организованной Народным Комиссариатом образования на базе Киевского ботанического сада. В 1924 г. ученый основывает постоянный ботанический орган «Вестник Киевского ботанического сада», организует издание «Украинского ботанического журнала». В 1925 году А. В. Фомин составил карту ботанико-географических районов Украины. С 1925 по 1935 год — председатель Украинского ботанического общества.
В 1927 году научно-исследовательская кафедра, которую возглавлял А. В. Фомин, реорганизовалась в Научно-исследовательский институт ботаники. В 1931 году Ботанический кабинет и Гербарий Академии наук и научно-исследовательский институт ботаники сливаются в одно мощное ботаническое учреждение — Институт ботаники Академии наук УССР.
В течение всего периода организации Института ботаники академик не оставлял научной работы. В это время он выпустил ряд монографий и работ, среди которых: «Флора УССР. I. Pteridophita», «Обзор Крымско-Кавказских видов можжевельников», «Голосеменные Кавказа и Крыма», «Папоротникообразные во Флоре Сибири и Дальнего Востока», «О растительности ближайших окрестностей Мангалеса», «Беззавязные Украины».
В 1928 году Александр Васильевич сделал третью и последнюю научную поездку за границу, где работал с коллекциями различных гербариев и совершил несколько ботанических экскурсий.
Активная общественная и научно-организационная работа в Академии наук и разрастание Ботанического института привела к тому, что на педагогическую работу ученому перестало хватать времени. В 1930 г. А. В. Фомин оставляет преподавание лекций в институтах.
Профессор мечтал об издании «Критической флоры УССР». Он организовал коллектив ботаников, которые работали над её составлением, а сам написал для неё разделы по папоротникообразным, голосеменным и ирисовым. Первый том «Флора УССР» вышел уже после смерти ученого. Но его последователи довели до конца дело, которое начал В. В. Фомин, и до 1965 года «Флора УССР» составляла 12 томов.
В 1934 г. Александр Васильевич тяжело заболел. Несмотря на болезнь, он продолжал организовывать издания «Флора УССР», занимался Ботаническим садом. Большое количество времени академик отдавал административной работе в Академии наук УССР, где он был членом Президиума и председателем физико-математического отделения, а после реорганизации — членом Президиума Академии и членом квалификационной комиссии. Кроме научной и научно-организационной работы, Александр Васильевич в последний период своей жизни много времени уделял общественной работе. Он был членом и председателем областного бюро Секции научных работников, три раза избирался членом Киевского горсовета.
Умер А. В. Фомин 16 октября 1935 года, похоронен в Киеве на Лукьяновском кладбище (участок № 21, ряд 8, место 11).

## Увековечивание памяти
- Учитывая достижения ученого, постановлением № 1385 Совета Народных Комиссаров УССР от 17 октября 1935 г., Киевскому городскому ботаническому саду (ныне ботанический сад Киевского национального университета имени Тараса Шевченко) было присвоено имя А. В. Фомина[6].
- В честь А. В. Фомина названо множество видов растений, в том числе одно из эндемичных растений Грузии — Белокопытник Фомина (Petasites fominii Bordz.)[15].
- В 2009 году Институтом ботаники им. М. Г. Холодного НАНУ и гербарием института (KW) начат выпуск периодического издания, названного в честь А. В. Фомина — «Fominia».

## Основные научные труды
- Фомин А. В. Заметки и наблюдения относительно некоторых растений Кавказа // Труды Тифлисского ботанического сада. — Тифлис: Тип. К. П. Козловского, 1904. — Вып. 6, кн. 3. — С. 33—46.

## Семья
- Жена — Радде-Фомина Ольга Густавовна (1876 — дата смерти не установлена) — ботаник, сотрудник Гербария Ботанического сада Киевского университета (с 1919), ученый сотрудник, исполняющий обязанности препаратора (с 1921), научный сотрудник (с 1922), внештатный сотрудник (с 1923) Ботанического музея и Гербария УАН, во время войны — научный сотрудник, ученый секретарь Краевого института сельскохозяйственной ботаники, с 1944 г. жила в эмиграции в Германии. Ольга Густавовна была внучкой зоолога, организатора Зоологического музея в Петербурге, академика Ф. Ф. Брандта (1802—1879) и дочерью основателя Кавказского естественно-исторического музея (Тбилиси), естествоиспытателя и этнографа, члена-корреспондента Петербургской АН Г. И. Радде (1831—1903)[16].